# Imagine Games Network
|  | Per a altres significats, vegeu «Imagine Games Network (desambiguació)». |

Imagine Games Network (IGN) és un web que se centra sobretot en crítica i notícies sobre videojocs. La web és propietat d'IGN Entertainment. IGN es divideix en diversos canals que cobreixen tres generacions de videojocs: jocs de PC, Nintendo GameCube, Wii, Nintendo DS, Game Boy, Xbox, Xbox 360, PlayStation 2, PlayStation 3, PSP, Wireless, N-Gage, PlayStation, Nintendo 64, Dreamcast, i Macintosh. D'altres canals que inclou són dedicats a pel·lícules, DVD, música, còmics, esports, TV…
Fundat al setembre de 1996 com Imagine Games Network, IGN va començar amb cinc llocs web individuals que foren: N64.com, PSXPower, Saturnworld, Next-Generation.com i Ultra Game Players Online. El creixement d'aquests llocs web va fer que ampliaren la xarxa l'abril de 1997. El 2010 és el web més visitat sobre videojocs del món, segons Alexa Internet.